# 846
Cette page concerne l'année 846  du calendrier julien.
L'année 846 est une année commune qui commence un vendredi.

## Événements
- 14 février : concile de Paris, reprenant les canons du concile de Meaux de 845. Il interdit notamment aux Juifs de faire du prosélytisme auprès de leurs esclaves, d’occuper des fonctions publiques ou de se montrer en public au moment de Pâques, de construire de nouvelles synagogues[1]. Charles le Chauve refuse d’appliquer les dispositions du concile après une assemblée des Grands du royaume tenue à Épernay en juin[2].
- Juin : assemblée d'Épernay, où l'aristocratie laïque de Francie occidentale fait échec aux revendications du clergé exprimées à Meaux. Charles le Chauve marche ensuite avec une armée sur la Bretagne[3].
- 4 juillet : le moine eunuque Ignace (fils de Michel Ier) est élu patriarche de Constantinople[4].
- Juillet : traité de paix entre Nominoë et Charles le Chauve[5], dont le texte ne nous est pas parvenu. Le roi aurait reconnu à Nominoë comme duc et son autorité sur la Bretagne à l'exception des marches de Rennes et de Nantes[6]. Lambert est écarté du comté de Nantes et nommé par Charles le Chauve comte d'Angers et abbé de Saint-Aubin[7]
- 23 août : les pirates sarrasins d'Afrique du Nord pillent Rome[8]. Soixante-dix navires attaquent Ostie et Porto. Les Sarrasins marchent sur Rome en pillant tout sur leur passage. La garnison de Grégoriopolis ne peut les arrêter. Ils pénètrent au Vatican et profanent la Basilique Saint-Pierre de Rome. Guy Ier de Spolète finit par les repousser. Après le sac de la ville, l'empereur Lothaire Ier aide le pape Serge II à fortifier la cité léonine et charge son fils Louis II d'Italie d'organiser une coalition contre les Sarrasins pour mener une expédition en 847[9].

- Installation d'un petit émirat à Tarente (it) (846-880)[10].
- Prise de León en Espagne par les musulmans qui incendient la ville et tentent de détruire les murailles avant de se retirer. La ville est désertée par ses habitants[11].
- Les Bretons attaquent Bayeux, pillent la ville et le Bessin[12]  à la fin de l'année[13].
- Début du règne de Rotislav, prince de Grande-Moravie (fin en 870). Il étend son domaine jusqu’à la Tisza (Theis), frontière théorique avec l’Empire bulgare de Boris Ier (852-889). Louis le Germanique, qui avait pourtant intronisé Rotislav, propose une alliance à Boris. Rotislav se tourne alors vers l’empereur de Byzance, Michel III, adversaire des Bulgares (863)[14].